# Všeobecné volby ve Spojeném království v prosinci 1910
Všeobecné volby ve Spojeném království v prosinci 1910 se konaly od 3. do 19. prosince 1910. Byly to poslední volby před první světovou válkou a již druhé během ústavní krize, řešící práva Sněmovny lordů. Liberální vláda je vyhlásila, aby získala mandát pro prosazení ústavní reformy limitující práva sněmovny.

## Pozadí
Ústavní krize vznikla vetováním rozpočtu Lloyda George pro roky 1909 a 1910 Sněmovnou lordů. Dle zvykového práva byl ale takovýto krok bezprecedentní a pro liberální vládu se stal poslední kapkou k tomu, aby práva lordů omezila. V lednu 1910 se uskutečnily všeobecné volby, ve kterých Liberální strana těsně uhájila vítězství. Protože ve Sněmovně lordů měly většinu konzervativní síly, liberální premiér Herbert Henry Asquith žádal krále Jiřího V., aby v případě potřeby pro podporu jeho reformy Sněmovny lordů jmenoval stovky nových liberálních peerů. Král s ním ostýchavě souhlasil, vyžadoval nicméně, aby se v takovém případě konaly další volby. Protože lordi reformu zamítli, konaly se v prosinci 1910 volby; liberálové v nich získali převahu jediného křesla a sestavili proto menšinovou vládu s podporou Irské parlamentní strany, čímž se znovu otevřela otázka irské samosprávy („Home Rule“). Dolní sněmovna následně znovu schválila reformu a ta již Sněmovnou lordů těsně prošla, protože vedení Konzervativní strany nařídilo svým zástupcům, aby se zdrželi hlasování.

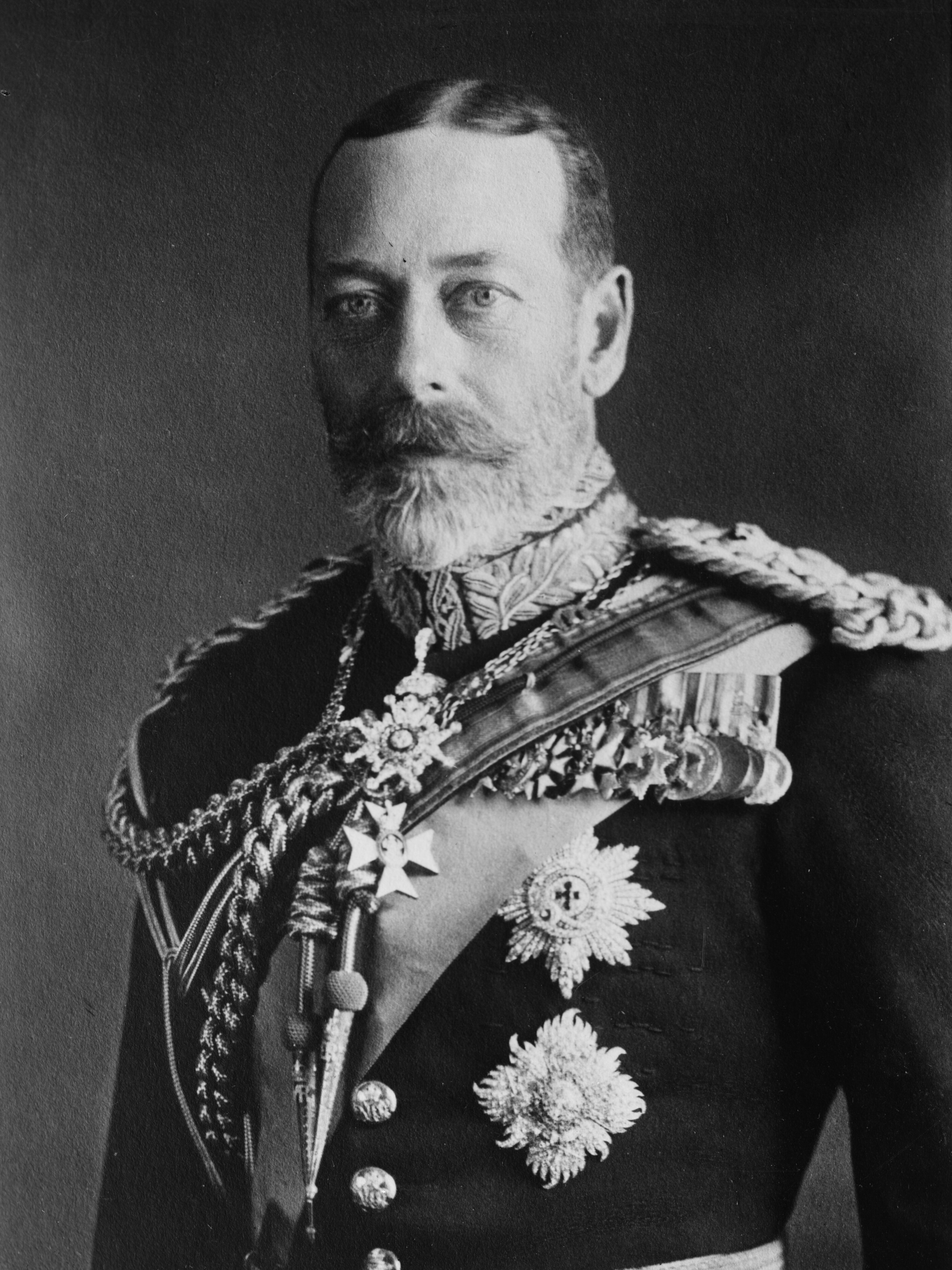
Král Jiří V. (1923)

## Výsledky
| 272        | 271           | 74  | 42  | 8   | 3 |
| Liberálové | Konzervativci | IPP | Lab | AFI | O |

| Strana | Strana                              | Lídr                  | Mandáty | Mandáty | Mandáty | Hlasy     | Hlasy |
| Strana | Strana                              | Lídr                  | Počet   | v %     | +/-     | Počet     | v %   |
| ------ | ----------------------------------- | --------------------- | ------- | ------- | ------- | --------- | ----- |
|        | Konzervativci a liberální unionisté | Arthur Balfour        | 271     | 40,4%   | ▼ 1     | 2 270 753 | 46,6% |
|        | Liberální strana                    | Herbert Henry Asquith | 272     | 40,6%   | ▼ 2     | 2 157 256 | 44,2% |
|        | Labouristická strana                | George Barnes         | 42      | 6,3%    | ▲ 2     | 309 963   | 6,4%  |
|        | Irská parlamentní strana            | John Redmond          | 74      | 11,0%   | ▲ 3     | 90 416    | 1,9%  |
|        | All-for-Ireland                     | William O’Brien       | 8       | 1,2%    | ▬ 0     | 30 322    | 0,6%  |
|        | Sociálně demokratická federace      | H. M. Hindman         | 0       | 0%      | ▬ 0     | 5 733     | 0,1%  |
|        | nezávislí konzervativci             | -                     | 1       | 0,1%    | ▬ 0     | 4 647     | 0,1%  |
|        | nezávislí labouristé                | -                     | 0       | 0%      | ▬ 0     | 3 492     | 0,1%  |
|        | nezávislí liberálové                | -                     | 0       | 0%      | ▼ 1     | 1 946     | 0,0%  |
|        | Scottish Prohibition                | Edwin Scrymgeour      | 0       | 0%      | ▬ 0     | 913       | 0,0%  |
|        | nezávislí nacionalisté              | -                     | 2       | 0,3%    | ▼ 1     | 911       | 0,0%  |
|        | nezávislí                           | -                     | 0       | 0%      | ▬ 0     | 57        | 0,0%  |

| \| Hlasy \| Hlasy \| Hlasy \| Hlasy \| Hlasy \| \| ------------------------------ \| ------------------------------ \| ----- \| ------- \| ------- \| \| \| \| \| \| \| \| Konzervativci a lib. unionisté \| Konzervativci a lib. unionisté \| \| 46,57 % \| 46,57 % \| \| Liberálové \| Liberálové \| \| 44,23 % \| 44,23 % \| \| Labouristé \| Labouristé \| \| 6,36 % \| 6,36 % \| \| IPP \| IPP \| \| 1,85 % \| 1,85 % \| \| nezávislí \| nezávislí \| \| 0,23 % \| 0,23 % \| \| ostatní \| ostatní \| \| 0,78 % \| 0,78 % \| |                                |  |         |         |
| Hlasy |                                |  |         |         |
| |                                |  |         |         |
| Konzervativci a lib. unionisté | Konzervativci a lib. unionisté |  | 46,57 % | 46,57 % |
| Liberálové | Liberálové                     |  | 44,23 % | 44,23 % |
| Labouristé | Labouristé                     |  | 6,36 %  | 6,36 %  |
| IPP | IPP                            |  | 1,85 %  | 1,85 %  |
| nezávislí | nezávislí                      |  | 0,23 %  | 0,23 %  |
| ostatní | ostatní                        |  | 0,78 %  | 0,78 %  |

| \| Mandáty \| Mandáty \| Mandáty \| Mandáty \| Mandáty \| \| ------------------------------ \| ------------------------------ \| ------- \| ------- \| ------- \| \| \| \| \| \| \| \| Liberálové \| Liberálové \| \| 40,6 % \| 40,6 % \| \| Konzervativci a lib. unionisté \| Konzervativci a lib. unionisté \| \| 40,5 % \| 40,5 % \| \| IPP \| IPP \| \| 11,0 % \| 11,0 % \| \| Labouristé \| Labouristé \| \| 6,3 % \| 6,3 % \| \| All-for-Ireland \| All-for-Ireland \| \| 1,2 % \| 1,2 % \| \| nezávislí \| nezávislí \| \| 0,5 % \| 0,5 % \| |                                |  |        |        |
| Mandáty |                                |  |        |        |
| |                                |  |        |        |
| Liberálové | Liberálové                     |  | 40,6 % | 40,6 % |
| Konzervativci a lib. unionisté | Konzervativci a lib. unionisté |  | 40,5 % | 40,5 % |
| IPP | IPP                            |  | 11,0 % | 11,0 % |
| Labouristé | Labouristé                     |  | 6,3 %  | 6,3 %  |
| All-for-Ireland | All-for-Ireland                |  | 1,2 %  | 1,2 %  |
| nezávislí | nezávislí                      |  | 0,5 %  | 0,5 %  |